# Louis Willoughby
Louis Willoughby (1876 – 1968) foi um ator britânico da era do cinema mudo.

## Filmografia selecionada
- A Pair of Silk Stockings (1918)
- The Artistic Temperament (1919)
- Colonel Newcombe (1920)
- Risky Business (1920)
- The Scarlet Lady (1922)
- Was She Guilty? (1922)
- Mr. Barnes of New York (1922)
- Lamp in the Desert (1922)
- Trapped by the Mormons (1922)